# Ophryacus sphenophrys
Espèce
Synonymes
- Bothrops sphenophrys Smith, 1960

Ophryacus sphenophrys est une espèce de serpents de la famille des Viperidae. 

## Répartition
Cette espèce est endémique d'Oaxaca au Mexique.

## Description
C'est un serpent venimeux.

## Publication originale
- Smith, 1960 : New and noteworthy reptiles from Oaxaca, Mexico. Transactions of the Kansas Academy of Sciences, vol. 62, p. 265–271.